# 上海长兴岛船舶制造基地

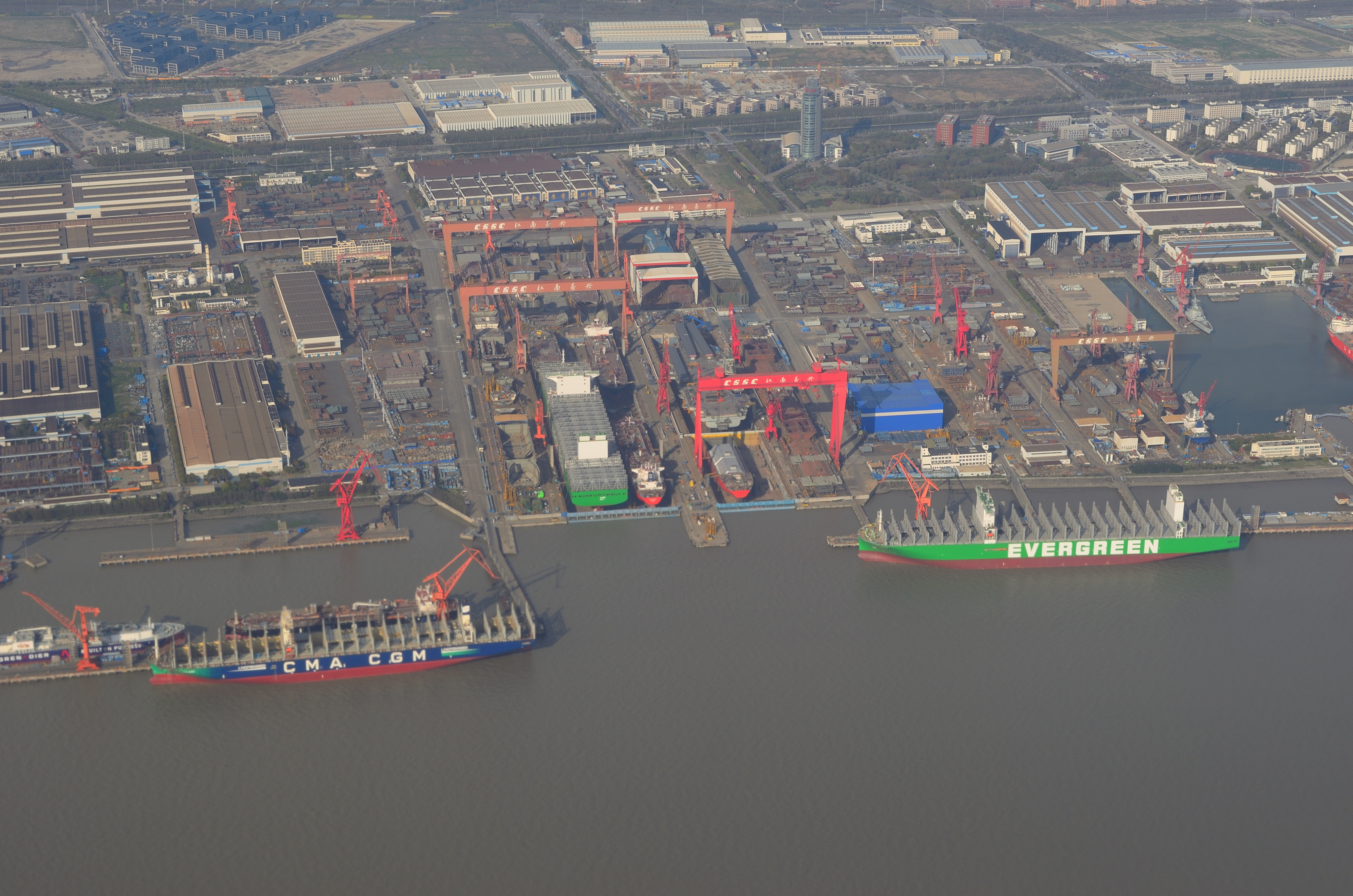
航拍，能见到建造中的福建號航空母艦（2022年）

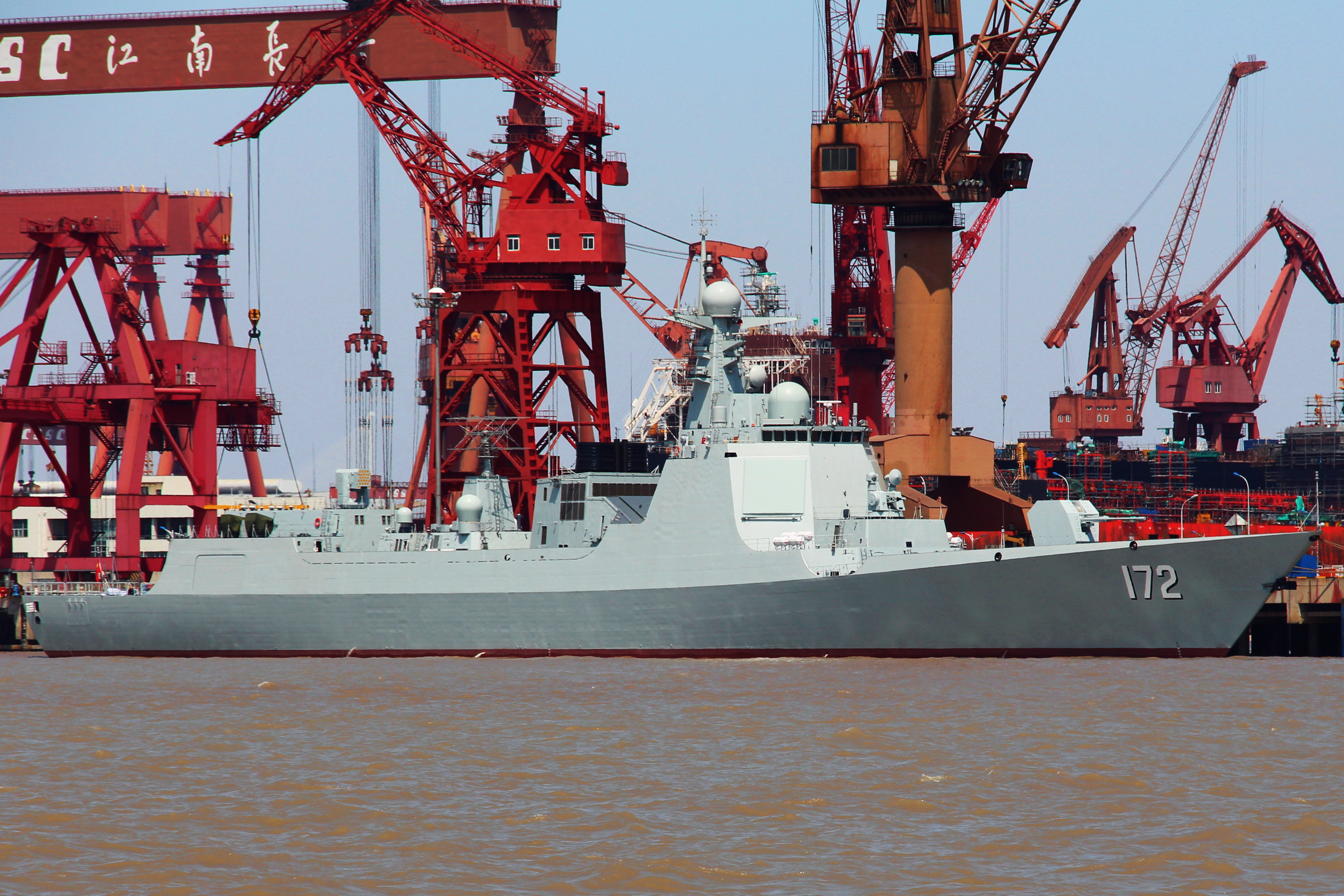
长兴岛港口的“昆明”号052D导弹驱逐舰（2014年）

上海长兴岛船舶制造基地，是中国船舶工业集团公司在上海市长兴岛建设的中华人民共和国境内最大的造船基地，规划年造船能力达1200万吨。
中船集团自2005年起建设长兴造船基地。长兴造船基地一期内建成了三条造船生产线，分别是上海江南长兴造船有限责任公司（主营民用船舶）、上海江南长兴重工有限责任公司（主营民用船舶）、江南造船（集团）有限责任公司（民用及军事船舶），以及一家船舶配套企业中船江南重工股份有限公司。
此外，长兴岛上另有中海长兴修造船基地与振华重工长兴基地。